# Szczepot´
Szczepot´ (ros. Щепоть) – przystanek kolejowy, w rejonie rosławskim, w obwodzie smoleńskim, w Rosji.
Przystanek znajduje się w lasach, w oddaleniu od skupisk ludzkich. W pobliżu przebiega granica obwodów smoleńskiego i briańskiego.